# Поревит
Поревит (още Порват) – славянски бог на дърветата, плодородието, мъжката оплодителна сила и сексуална потентност. Той е символ на мъжкото начало в зачеването на нов живот, покровител на мъжкото семе и по асоциация – на растителните семена. Името му може да се интерпретира като Плодовит, Богат на семе.
На славянския остров Руян (Рюген), в Балтийско море, имало местност Кореница, където се намирал храмът на бог Поревит. Там бил поставен негов идол, който го изобразявал с четирилика глава и още едно лице на гърдите. Петте му лица вероятно олицетворяват петте зимни месеца през които Поревит бди над земята и развиващото се в нея зърно. В древността слънчевият славянски календар се е разделял на пет зимни (неземеделски, неработни) и седем летни (земеделски, работни) месеца.
Средновековният хронист Хелмолд пише в своята „Славянска хроника“ (Chronicon Slavorum) за бога Прове. Славяните от Алденбургската област му отдавали почит в една дъбова гора, която била обявена за свещена. Там служели влъхви (славянски жреци) и било забранено да се ходи с оръжие или да се изричат лоши думи.